# 南平水东大桥
南平水东大桥 位于福建省南平市延平区，是圬工混凝土拱桥，材质为花岗岩，为福建省第一座跨径达50m的大拱桥，连接工业路与江滨北路。1959年11月动工，1961年5月竣工。该桥主跨为四孔50米，边跨为15米、18米的悬链线石拱桥，全长301.58m，桥面行车道净宽8m，两侧人行道2m，桥梁全宽12米。
水东大桥审批时原名建溪大桥，后更名为水东大桥。是为了福建南平铝厂而建设。这座桥的建成为南平东区的开发和沟通南古公路发挥了重要作用